# Реклама на парковках
Реклама на парковках, parking-реклама — любая рекламная информация, которая размещается на паркингах крупных торговых и гостиничных комплексов. Разновидность наружной рекламы и ambient media.

Широкоформатный баннер на паркинге

Реклама размещается в виде баннеров и лайт-боксов на ограждениях, опорах, потолках и других элементах подземных и многоярусных паркингов. Для паркинг-рекламы используются в основном рекламные растяжки размера 2 × 5 м, тем не менее из-за конструктивных особенностей паркингов здесь могут быть использованы нестандартные рекламные конструкции разных форматов: от небольших табличек и указателей до широкоформатных баннеров и билбордов.
Наружная реклама, избыточно размещенная вдоль дорог, направлена в основном на пешеходов и пассажиров в автомобилях и городском транспорте. Напротив реклама, размещенная на паркингах, ориентирована на автомобилистов. В силу новизны места размещения паркинг-рекламы её восприятие схоже с дорожными указателями, информационными табличками, что по продолжительности взгляда водителя занимает лидирующее место, в то время как привычная наружная реклама находится на 10-м месте после зданий, деревьев, неба и др.

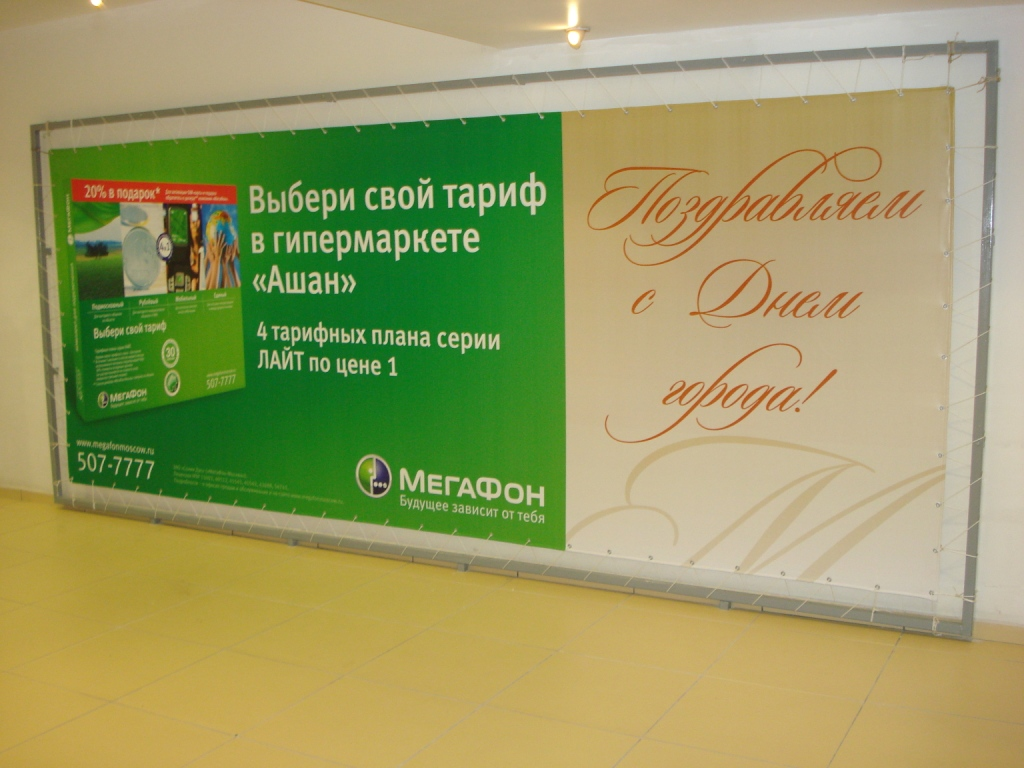
Паркинг торгового комплекса. Праздничное оформление города Москвы

Несколько лет подряд данный рекламоноситель используется для праздничного оформления Москвы в День города, которое осуществляется в соответствии с постановлением Правительства Москвы от 11.09.2007 № 801-ПП «Об оформлении города Москвы в праздничные, памятные дни, дни проведения торжественных и иных мероприятий».

## Виды
Parking-реклама может быть размещена на многочисленных элементах паркингов в виде информационных указателей и наклеек, рекламных перетяжек, лайт-боксов, надписей и графики и пр.

## Преимущества
- точный геотаргетинг;
- нестандартность и новизна рекламоносителя;
- увеличенное время контакта благодаря низкой скорости движения;
- низкобюджетный рекламный носитель.